# Хирояма, Нодзоми
Нодзоми Хирояма (яп. 廣山 望 Хирояма Нодзоми, род. 6 мая 1977, Содегаура) — японский футболист.

## Карьера
На протяжении своей футбольной карьеры выступал за клубы «ДЖЕФ Юнайтед Итихара», «Серро Портеньо», «Спорт Ресифи», «Брага», «Монпелье», «Токио Верди», «Сересо Осака», «Зеспа Кусацу», «Ричмонд Кикерс».

## Национальная сборная
В 2001 году сыграл за национальную сборную Японии 2 матча.

## Статистика за сборную
| Сборная Японии | Сборная Японии | Сборная Японии |
| Год            | Матчи          | Голы           |
| -------------- | -------------- | -------------- |
| 2001           | 2              | 0              |
| Итого          | 2              | 0              |

## Достижения
- Кубок Императора: 2004